# Syrakusa
Syrakusa (italienska Siracusa) är en hamnstad på Siciliens östkust. Staden är huvudort i kommunala konsortiet Siracusa, innan 2015 provinsen Siracusa, och hade 121 605 invånare (2017). Syrakusa listades på Unescos världsarvslista 2005 tillsammans med Pantalicas klipplatåer.

## Historia
Staden grundades 734 f.Kr. av grekiska kolonisatörer från Korinth och fick namnet Syrakousai. Staden beskrevs av Cicero som "den största grekiska staden och den vackraste av alla". Ursprungligen anlades staden på ön Ortygia som senare förbands med fastlandet där ytterligare fyra stadsdelar byggdes upp, som tillsammans bildar "Pentapolis".
Under Gelon (485–478 f.Kr.) blev Syrakusa en sjömakt som vann segrar över karthagerna 480 f.Kr. vid Himera och över etruskerna 474 f.Kr. vid Kyme, vilket gjorde att Syrakusa fick kontrollen över sydvästra Medelhavet. Under Hieron I (478–466 f.Kr.) utvecklade Syrakusa kulturellt. Dionysios I (405–367 f.Kr.) lät bygga omfattande befästningar, bland annat borgen Euryalos och skyddade Syrakusa från kartagiska styrkor.
Moderstaden Korinth sände Timoleon (343–337 f.Kr.) till Syrakusa. Han fick stopp på pågående inbördeskrig och lade grunden för en ny storhetsperiod under Agathokles (322–289 f. Kr.). Efter Hieron II:s död 215 f.Kr. blev Syrakusa Karthagovänligt istället för som tidigare Romvänligt. Rom erövrade Syrakusa 212 f. Kr. under det andra puniska kriget. Enligt traditionen dödades stadens son, uppfinnaren och matematikern Arkimedes i samband med erövringen. Syracusae blev administrativt centrum i provinsen Sicilia under Rom. Helgonet Lucia led martyrdöden under tidigt 300-tal i sin hemstad Syrakusa.
Efter arabernas erövring av Sicilien ökade Palermos betydelse på bekostnad av Syrakusa. Syrakusa hölls av bysantinerna 1038–40 och erövrades av normanderna 1085. Staden drabbades av en svår jordbävning 1693.

## Arkitektur
I stadsdelen Ortygia finns Apollotemplet i dorisk stil från 500-talet f. Kr. och Athenatemplet som omvandlats till kyrka och under slutet av 1600-talet byggdes om till en barockkatedral. I Ortygia finns också Montaltopalatset med en framstående 1300-talsfasad, Bellomo- samt Parisiopalatsen från 12- till 1300-tal med gotiska influenser samt Vermexiopalatset (1628) och Beneventano del Bosco-palatset (1775). I stadsdelen Neapolis finns rester av helgedomar, den grekiska Hieron II-teatern från 200-talet f. Kr. och en romersk amfiteater från 100-talet f. Kr.. På Epipolae-platån finns Euryalusfortet som uppförde under Dionysios I.

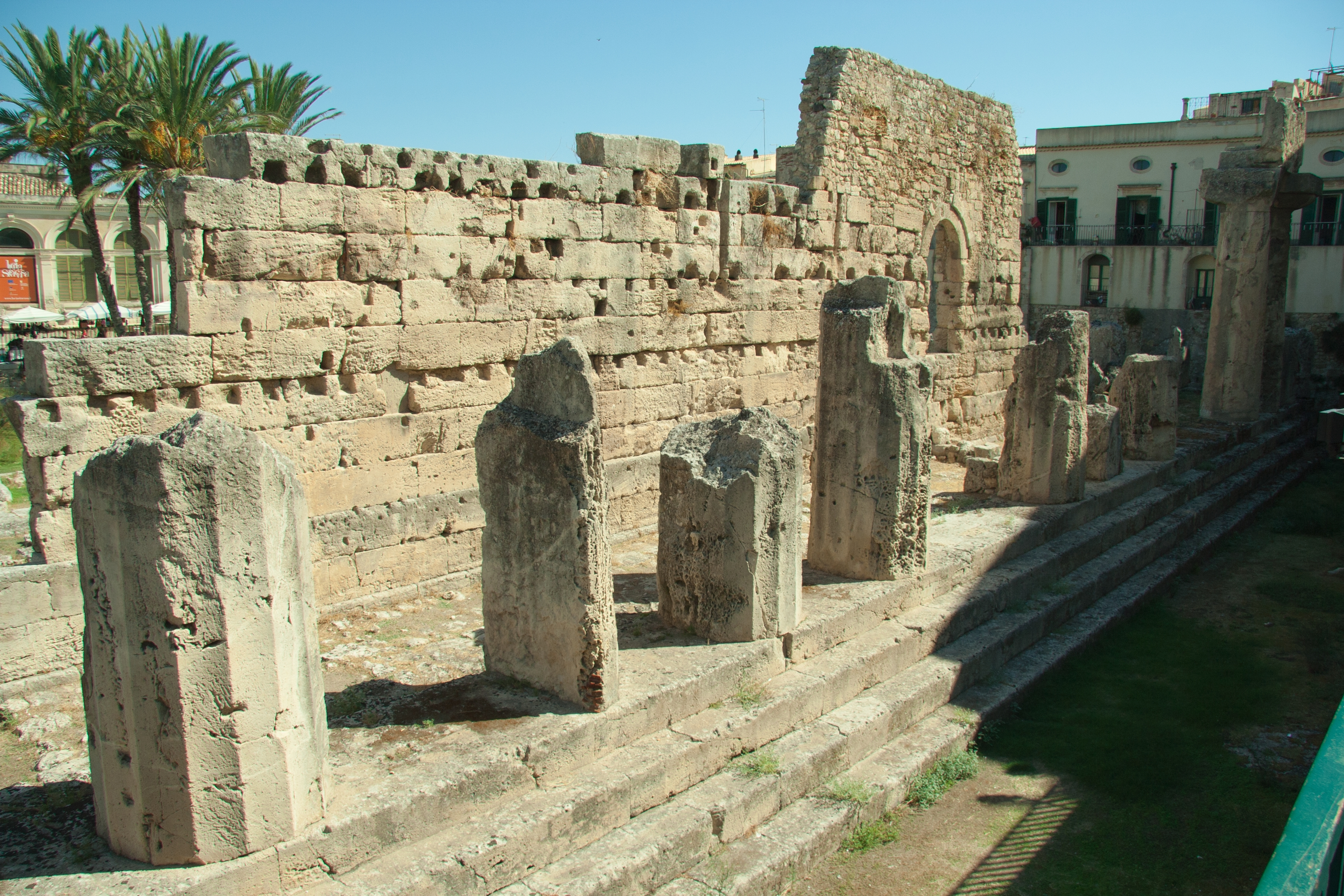
Apollotemplet
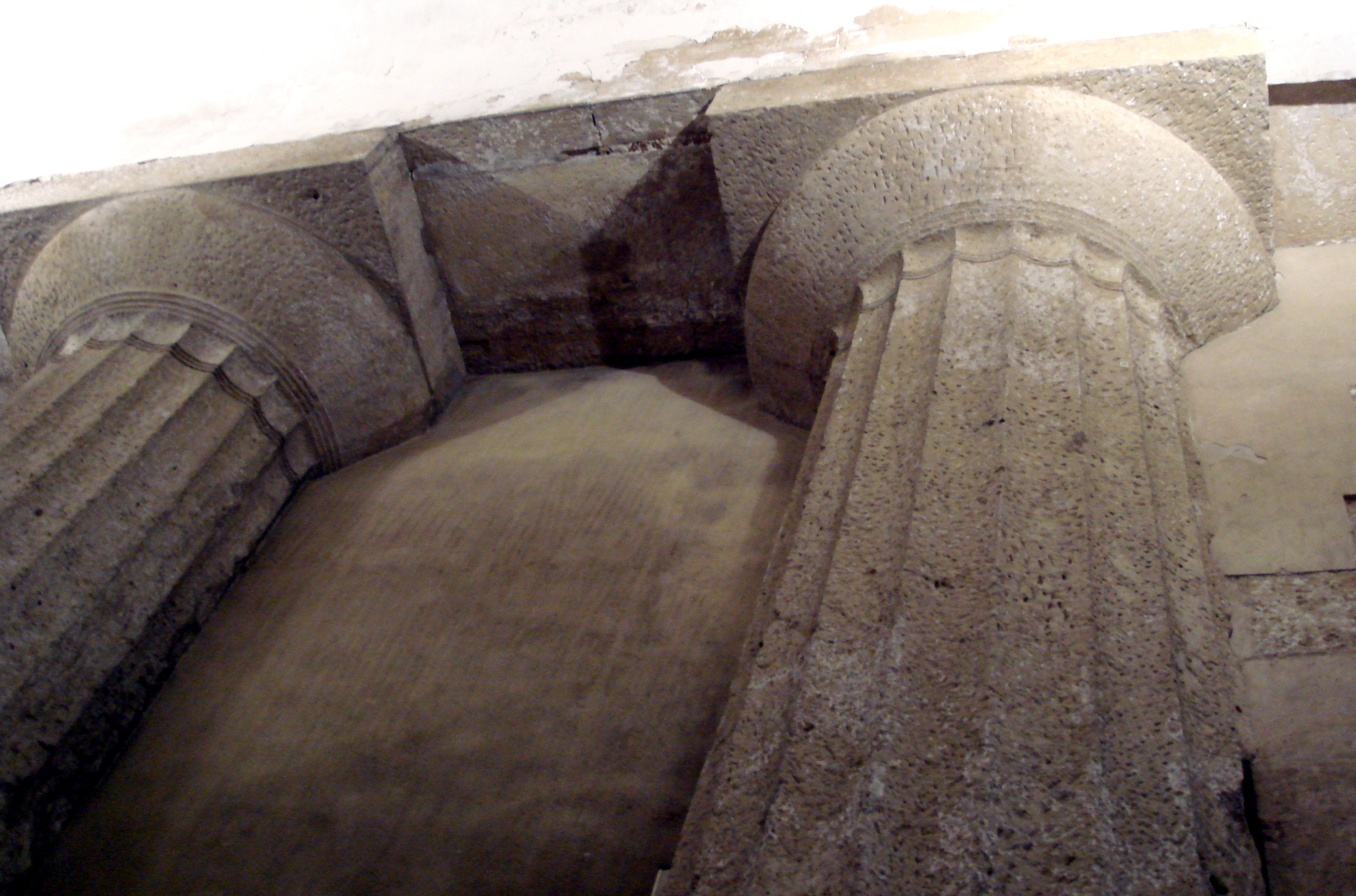
Detalj från Athenatemplet
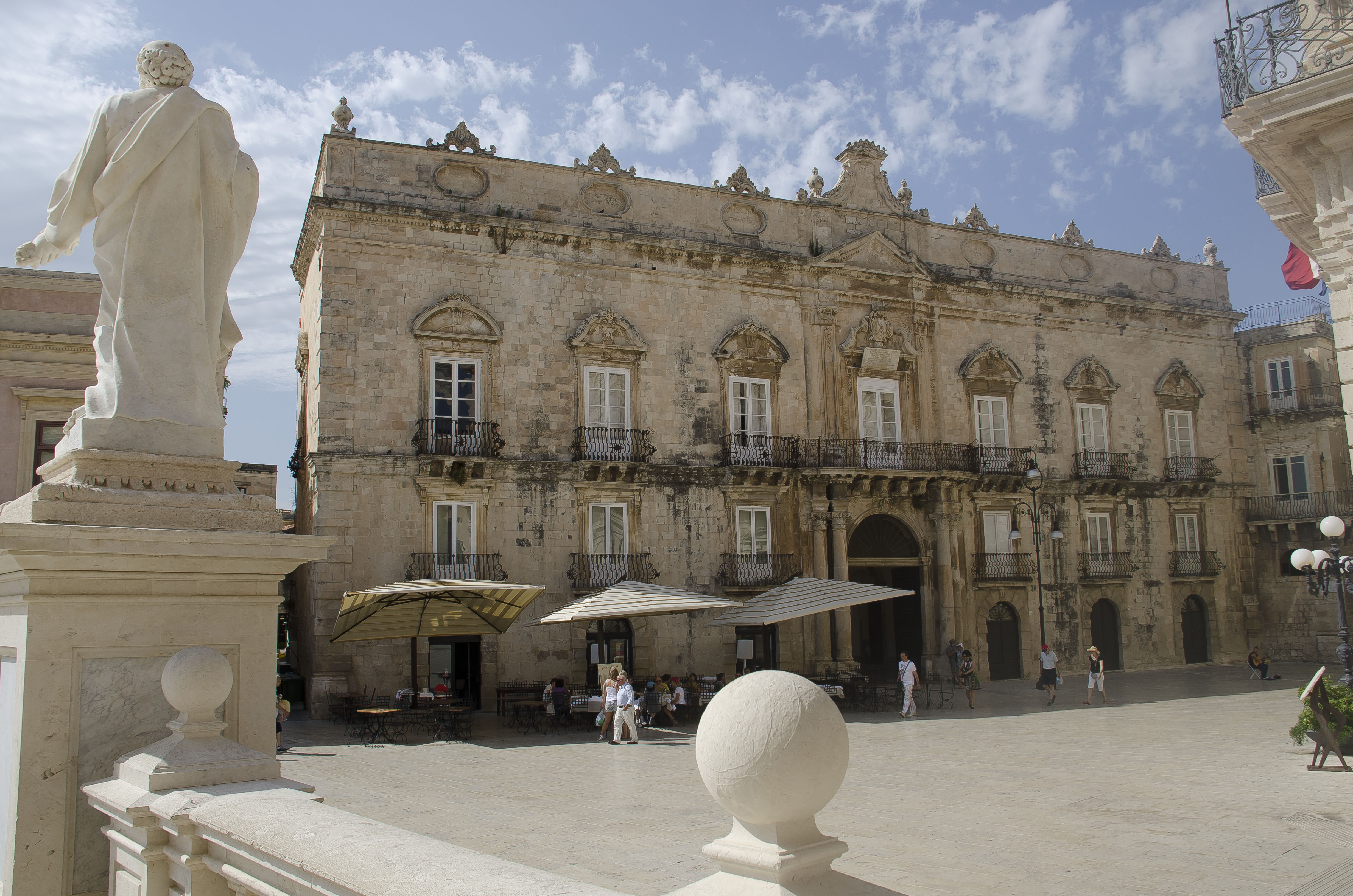
Beneventano del Bosco-palatset

## Ekonomi
Syrakusa är en hamnstad med betydande industri, bland annat oljeraffinaderi, petrokemisk industri samt cement- och livsmedelsindustri.  Turismen är av betydelse, och Syrakusa har färjeförbindelser med Malta och Tunis.

## Kultur och nöje
Staden, som är ett ärkebiskopssäte, har ett arkeologiskt museum och ett konstmuseum.